# Pinjo
A pinjo (hangul: 비녀, RR: binyeo) a koreai hajtűk megnevezése. Ezek hosszú, henger alakú, vastag tűk, melyek vége díszített. A feltűzött, fonott haj, illetve a paróka és a korona rögzítésére szolgált. Mintázata alapján számos típusa létezik, a sárkány alakú elnevezése például jongdzsam (yongjam) (용잠). Alternatív nevei: csam (jam) (잠,  簪) és cshe (che) (채, 釵), utóbbi ∩ alakú.

## Története
A koreai pinjo (binyeo) hasonlít a japán kanzasihoz és a kínai hajtűkhöz, de magán viseli a koreai élet jellegzetességeit. Valószínűleg a három királyság idejében is viseltek hajtűket, akkor még jobbára az ∩ alakúakat (cshe (che)), melyek a terjedelmes parókák (kacshe (gache)) rögzítésére szolgáltak. A 18. században a parókákat betiltották, így a hosszabb, tű alakú pinjók (binyeók) kezdtek el terjedni, melyet a konty rögzítéséhez alkalmaztak. Az ezüst pinjót (binyeót) használták még méreg és romlott étel kiszűréséhez is.
A férfiak is hordtak hajtűket, a fejtetőn viselt kontyba (szangthu (sangtu), 상투) szúrták, ezek a hajtűk azonban nem voltak olyan díszesek, mint a női változatok.
A pinjo (binyeo) a modern korokban sem ment ki a divatból, különösen nyáron népszerű, de más anyagokból készül, például műanyagból vagy fából.

## Jellemzői

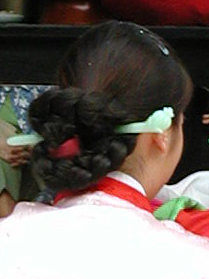
Jáde pinjo (binyeo)

A hajtű végén lévő díszített rész elnevzése csamdu (jamdu) (잠두). Ez a viselője társadalmi státusától függően többféle alakot is ölthetett. A pinjo (binyeo) elnevezéséből legtöbbször ki lehetett találni az anyagot, amiből készült, és a fő díszt, például a kumbongdzsam (geumbongjam) (금봉잠) aranyból készült (kum) (geum), főnixmintázatú (bong) hajtűt jelöl. A királyi család tagjai arany- és ezüst pinjót (binyeót) hordtak, sárkányfej díszítéssel, a jangban (yangban) hölgyek jádéból vagy gyöngyből készültet, a köznép tagjai fából, csontból készítetteket.

## Szokások
A pinjo (binyeo), akárcsak a hanbokon viselt függő, a norige (norgae), fontos volt a nők számára. Szokások, hiedelmek kapcsolódtak hozzá. A lányok felnőtté válási ceremóniájának fontos eleme volt az első hajtű feltűzése. Ha férfi hajtűt ajándékozott egy hajadonnak, az lánykérésnek minősült. Hajtű elvesztéséről álmodni nagy szerencsétlenséget jelölt, hajtűt találni pedig szerencsét hozott.